# ジョージ・ストリート・トラム駅

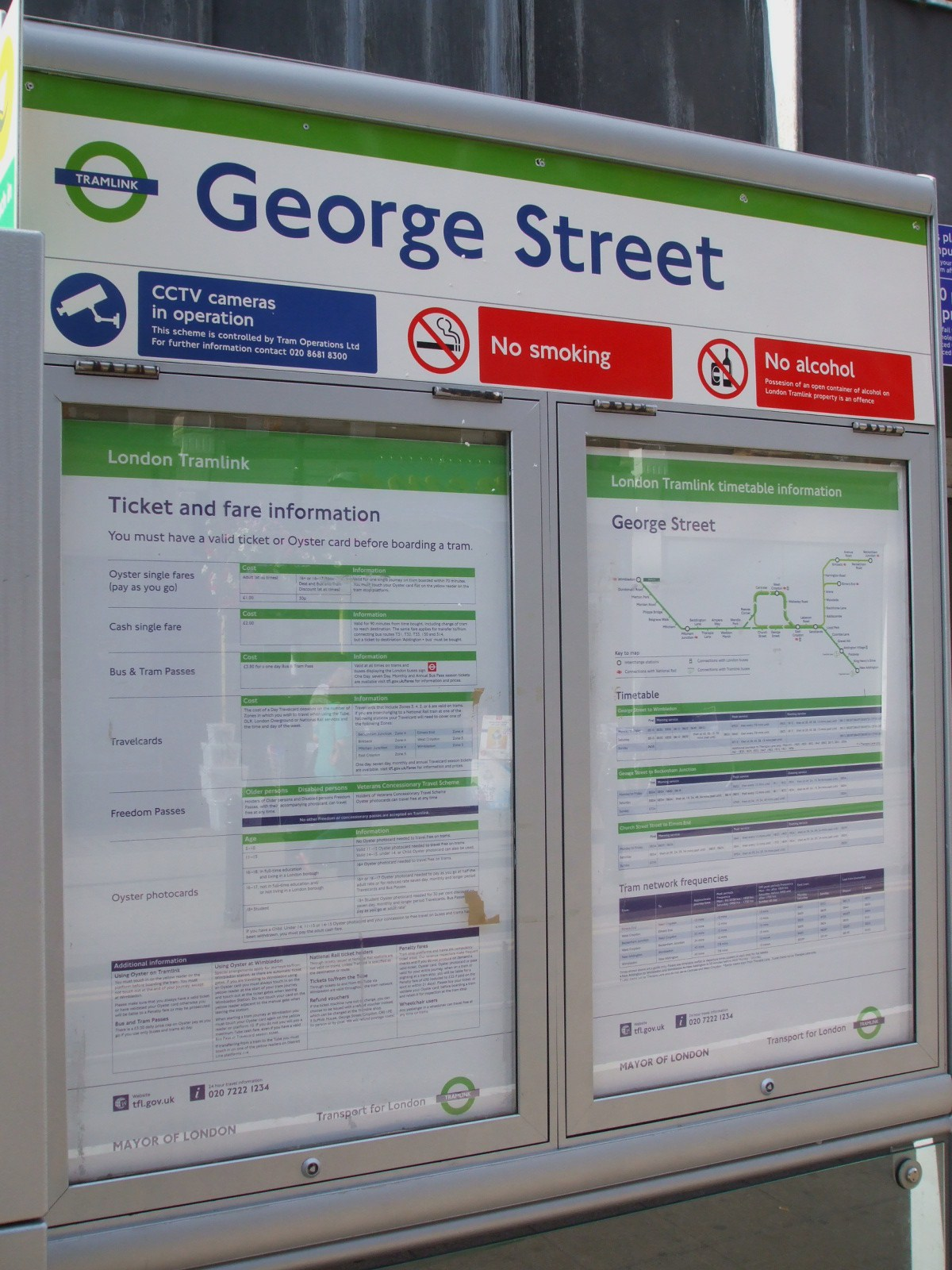
ジョージ・ストリート

ジョージ・ストリート・トラム駅（英語: George Street Tram stop、ジョージ・ストリート電停）は、南ロンドンのクロイドン区にある西行きのトラムリンクの駅（電車停留場)である。

## 解説
この駅は主要なショッピングエリアの中心に位置するため、この路線でも混雑する駅の 1 つとなっている。この駅にはトラムリンクの路面電車の西行きのみが停車する。  